# N88 (België)
De N88 is een gewestweg in de Belgische provincie Luxemburg. Deze weg vormt de verbinding tussen Florenville en Athus nabij de Luxemburgse grens, waar de weg verder loopt als de N5b naar Pétange.
De totale lengte van de N88 bedraagt ongeveer 55 kilometer.

## Plaatsen langs de N88
- Florenville
- Pin
- Villers-devant-Orval
- Limes
- Gérouville
- Meix-devant-Virton
- Berchiwé
- Houdrigny
- Dampicourt
- Virton
- Saint-Mard
- Chenois
- Latour
- Ruette
- Signeulx
- Baranzy
- Musson
- Halanzy
- Aix-sur-Cloie
- Aubange
- Athus
- Pétange

## N88a
De N88a is een aftakking van de N88 bij Aix-sur-Cloie. De 2 kilometer lange route verbindt de N88 met de N804 en N883 via de Rue des Prairies, Avenue Champion en Zoning Industrielle.

## N88b
De N88b is een aftakking van de N88 in Halanzy. De 130 meter lange route gaat over de Grand-Place waar een parkeerterrein aanligt.